# Fauzia Nasreen
Fauzia Nasreen (nacida el 6 de diciembre de 1950) es una diplomática y profesora pakistaní. Fue la embajadora de Pakistán en Polonia y Nepal. Fue la primera mujer diplomática de su país, tras permitirse la incorporación de la mujer en el servicio diplomático en 1973.

## Biografía
Nasreen se incorporó al servicio diplomático en 1973. Estuvo destinada a las embajadas de Irán, Malasia, Filipinas e Italia entre otras. Llegó a ser la embajadora de su país en Nepal y Polonia, y fue también la Alta Comisionada de su país en Australia en noviembre de 2009. Desde que dejó la vida diplomática se ha dedicado a la enseñanza en Pakistán.
En 2015 fue elegida como una de las 21 mujeres que se reunieron para una conferencia en la Escuela de Gobierno Kennedy de la Universidad de Harvard financiada por Hunt Alternatives. El grupo incluía a Judy Thongori de Kenia y a Olufunke Baruwa, Esther Ibanga, Hafsat Abiola y Ayisha Osori de Nigeria.